# C/1861 J1
Grande comète de 1861
La Grande comète de 1861, officiellement nommée C/1861 J1 et 1861 II, est une comète non périodique qui fut visible à l’œil nu pendant environ 3 mois. Elle a été classée grande comète, comme sept autres comètes du XIXe siècle.
Elle a été découverte le 13 mai 1861 par John Tebbutt à Windsor (Nouvelle-Galles du Sud) en Australie, un mois avant qu'elle n'atteigne son périhélie le 12 juin. Elle avait une magnitude apparente de 4 et ne fut visible dans l’hémisphère nord qu'à partir du 29 juin, avant que sa découverte ne soit annoncée.
Le 29 juin 1861, la comète C/1861 J1 est passée à 11,5° du Soleil. Le jour suivant, le 30 juin 1861, la comète est passée au plus près de la Terre à environ 19,836 millions de km. Durant son passage proche, la magnitude de la comète a été évaluée entre 0 et −2. La queue de la comète a été évaluée à 90°. Grâce à l'effet de contrejour, C/1861 J1 projetait aussi des ombres la nuit (Schmidt 1863; Marcus 1997). Durant la nuit du 30 juin au 1er juillet 1861, le célèbre observateur de comète J. F. Julius Schmidt regardait avec émerveillement les ombres jetées par la comète C/1861 J1 sur les murs de l'observatoire d'Athènes. La comète peut avoir interagi avec la Terre de manière presque inédite : pendant deux jours, quand la comète était à son plus proche point, la Terre était en fait située à l'intérieur de la queue, ce qui pouvait permettre de voir les jets de matière cométaire converger vers le noyau de la comète.
À partir de la mi-août, la comète n'est plus visible à l'œil nu, mais toujours observable avec un télescope jusqu'en mai 1862. Une orbite elliptique d'une période d'environ 400 ans est calculée, ce qui pourrait indiquer que son précédent passage s'est fait vers le milieu du XVe siècle, et que son prochain passage sera pour le XXIIIe siècle.
Ichiro Hasegawa et Syuichi Nakano suggèrent que cette comète est identique à la comète C/1500 H1 qui avait atteint son périhélie le 20 avril 1500 (déterminé à partir de cinq observations).
En 1992, cette grande comète était à plus de 100 ua du Soleil, distance située au-delà de la planète naine Éris. Elle aura atteint son aphélie vers 2063.